# ضد درد
ضد درد یا دردزُدا
(به انگلیسی: Analgesic) به هر ماده و دارویی که باعث کاهش احساس درد شود گفته می‌شود.
داروهای ضد درد به روش‌های گوناگونی روی اعصاب محیطی و مرکزی تأثیر می‌گذارند و اثر خود را نشان می‌دهند.

## طبقه‌بندی
از لحاظ مواد تشکیل دهنده این مسکن‌ها شامل موارد زیر است:
- پاراستامول و داروهای ضد التهاب غیر استروئیدی
- مهارکننده‌های کوکس ۲
- مورفین و سایر مخدرها
- سایر ضد دردها شامل سه‌حلقه‌ای‌ها و ضد صرع‌ها

از لحاظ نوع استفاده و روش کاربرد:
- موضعی
- سیستمیک که خود شامل خوردنی و تزریقی است.

## داروهای ضد درد مهم
- دیکلوفناک از دسته داروهای ضد التهاب غیر استروئیدی (NDSAID) است. به‌طور معمول دارای دو شکل ترکیب شده با سدیم و پتاسیم است.
- ایبوپروفن داروی ضدالتهاب غیراستروئیدی است.
- استامینوفن دارویی مسکن و تب‌بُر است.
- آسپیرین معمولاً به عنوان ضد درد و تب بر مورد استفاده قرار می‌گیرد.
- پیروکسیکام این دارو برای ستردن تب و تاب و درد در بسیاری از بیماری‌ها مانند استئوآرتریت، آرتریت روماتوئید، دیسمنوره، نقرس، آرتریتها، دردهای گوناگون اندامها، تب و … به کار می‌رود.
- حب جدوار داروی ضد درد قوی با اثرات تقویتی می‌باشد.
- متادون این دارو برای تسکین دردهای مزمن و سرفه‌های غیرارادی نیز تجویز می‌شود.
- کتوپروفن یک داروی ضد التهابی غیر استروئیدی رایج است.